# Ulesta plagiata
Ulesta plagiata är en stekelart som beskrevs av Heinrich 1934. Ulesta plagiata ingår i släktet Ulesta och familjen brokparasitsteklar. Inga underarter finns listade i Catalogue of Life.